# 원문동
원문동(元文洞)은 대한민국 경기도 과천시의 동이다.

## 법정동
- 갈현동
- 원문동

## 교육
- 과천 중앙고등학교

## 주요 기관
- 정보과학도서관